# Ján Smilka
Ján Smilka (* 3. února 1934) byl slovenský politik za HZDS, po sametové revoluci československý poslanec Sněmovny národů Federálního shromáždění.

## Biografie
Ve volbách roku 1992 byl za HZDS zvolen do slovenské části Sněmovny národů. Ve Federálním shromáždění setrval do zániku Československa v prosinci 1992. Uvádí se bytem Trenčín. V 90. letech 20. století mu byl udělen Řád Andreje Hlinky.